# 佃孝之
佃 孝之（つくだ たかゆき、1936年8月23日 - ）は、日本の経営者。東京都出身。

## 来歴・人物
1968年に早稲田大学第一商学部を卒業し、同年に住友銀行に入行。1995年6月に取締役に就任し、1999年6月に常務を経て、2001年4月にロイヤルホテル顧問に就任し、同年6月には社長に就任。2007年6月に会長に就任。2009年7月から2018年4月までにロッテ社長を務めた。